# San Francisco (Cebu)
San Francisco é um município de  terceira classe de renda municipal (d) na província Cebu, nas Filipinas. De acordo com o censo de 1 de maio  de  2020 possui uma população de 59 236 pessoas e 13 957 domicílios.